# Биоскоп (албум)
Биоскоп је девети студијски албум српске поп-фолк певачице Секе Алексић издат 13. маја 2022. године за Сити Рекордс. Музику су радили Никола Крћански, Јорданчо Ваилкоски, Даниел Ганев и Бојан Васић, док су текстове писали Марина Туцаковић, Стефани Николић, Саша Лазић и Баша. Снимљени су спотови за песме Биоскоп, Луда глава, Рана и Док си ту. У споту за песму Рана модел је био певачицин супруг. Уметнички директор је био Станислав Закић.

## Списак песама
1. Биоскоп
2. Паралела
3. Позив у помоћ
4. Луда глава
5. Рана
6. Наркотик
7. Док си ту